# Gliese 832 c
Gliese 832 c (GI 832 c o GJ 832 c) è un pianeta extrasolare, attestato come falso positivo nel 2022, che orbita attorno alla stella Gliese 832 una nana rossa di tipo spettrale M1.5V che si trova nella costellazione della Gru.
È relativamente vicino al sistema solare, da cui dista circa 16 anni luce.
Il pianeta ha un Earth Similarity Index di 0,81, uno dei valori più alti conosciuto per un pianeta extrasolare, e si trova nella zona abitabile della sua stella.
È uno dei pianeti più vicini potenzialmente abitabili, tuttavia gli astronomi pensano che con una massa oltre 5 volte quella della Terra il pianeta è probabilmente avvolto da una spessa atmosfera, tale da provocare un forte effetto serra, ed è quindi stato considerato un Super Venere, con temperature in superficie proibitive per la comparsa della vita. Data la vicinanza alla propria stella inoltre, esiste la possibilità che esso sia in rotazione sincrona con la propria stella, e che quindi rivolga ad essa sempre lo stesso emisfero.
Uno studio del 2022 ha rivisto il periodo di rotazione della stella da 45 a 37,5 giorni, molto simile al periodo orbitale del pianeta, suggerendo che il segnale sia dovuto probabilmente all'attività stellare e non alla presenza di un secondo pianeta. L'enciclopedia dei pianeti extrasolari, al 2022, non indica più nel suo database la presenza di questo pianeta nel sistema.

## Scoperta
Gliese 832 c è stato scoperto da un team internazionale di astronomi con a capo Robert A. Wittenmyer. È il terzo esopianeta più vicino situato nella zona abitabile della propria stella, dopo Proxima b e Tau Ceti e.

## Caratteristiche fisiche
Gliese 832 c ha una massa almeno 5,4 volte quella della Terra. La temperatura superficiale prevista dovrebbe essere simile a quella del nostro pianeta anche se soggetta a repentine variazioni durante la sua rotazione attorno alla propria stella, in quanto il pianeta ha una eccentricità orbitale relativamente elevata (e=0,18). Il suo periodo orbitale è di circa 36 giorni.
La temperatura media d'equilibrio del pianeta predetta è pari a 253 kelvin (-20 °C). Tuttavia il pianeta potrebbe essere dotato di una densa atmosfera che potrebbe rendere il pianeta più caldo come succede per il pianeta Venere.
Gliese 832 c è una super Terra che orbita nella zona abitabile della propria stella. Anche se orbita attorno alla propria stella ad una distanza inferiore a quella della Terra rispetto al Sole, ruota attorno ad una debole nana rossa ricevendo così approssimativamente la stessa energia che la Terra riceve dal Sole.